# Mistrovství světa v biatlonu 2023 – sprint žen
Sprint žen na Mistrovství světa v biatlonu 2023 se konal v pátek 10. února v oberhofském biatlonovém stadionu Lotto Thüringen Arena am Rennsteig jako první individuální ženský závod šampionátu. Závod odstartoval v 14:30 hodin středoevropského času. Do závodu nastoupilo 99 žen.
Obhájkyní triumfu z roku 2021 byla Norka Tiril Eckhoffová, která do mistrovství nezasáhla, když kvůli zdravotním problémům po prodělání covidu-19 absentovala v celém probíhajícím ročníku světového poháru. Úřadující olympijskou vítězkou z této disciplíny byla další Norka Marte Olsbuová Røiselandová, která obsadila čtvrté místo.
Vítězkou se stala domácí Denise Herrmannová-Wicková, a to díky bezchybné střelbě a nejrychlejšímu běhu. Stupně vítězů doplnily Švédky Hanna Öbergová a Linn Perssonová.

## Průběh závodu
Markéta Davidová startovala mezi prvními a při položce vleže neudělala na střelnici s měnícím se větrem žádnou chybu. Na trati druhého kola však zpomalila, ale vstoje zastřílela také čistě a do cíle dojela průběžně první. „Na víc jsem neměla, snažila jsem se tam nechat všechno. Trochu mě mrzí, že tam není trochu lepší běžecká forma, ale jinak jsem spokojená,“ komentovala svůj výkon. „Není to běžecky úplně taková Makula, jak má být. Musíme si promluvit, jak se jí jelo, jaké měla lyže,“ přidal svůj pohled trenér Jiří Holubec. Po druhé střelbě odjížděla před ní do posledního kola v červeném dresu pro nejlepší závodnici sprintu v probíhající sezóně Němka Denise Herrmannová-Wicková, která k bezchybné střelbě přidala i nejrychlejší běh a do cíle dojela 50 vteřin před Davidovou. Ještě rychlejší byla po druhé střelbě Švédka Hanna Öbergová, která měla na Němku téměř desetivteřinový náskok. Ten však v posledním kole ztrácela a v cíli skončila dvě vteřiny za Herrmannovou. Třetí přijela průběžně do cíle Norka Marte Olsbuová Røiselandová, která nezasáhla jeden terč při střelbě vleže a běžela velmi rychle, ale v posledním kole zpomalila. V druhé polovině startovního pole jela další Švédka Linn Perssonová. Střílela bezchybně a do posledního kola odjížděla s několikavteřinovým náskokem před  Norkou, který udržela až do cíle a získala tak bronzovou medaili. Davidová skončila šestá. Překvapením byl výkon Norky Juni Arnekleivové, jejímž nejlepším dosavadním výsledkem ve světovém poháru bylo 99. místo. Střílela bezchybně a do posledního kola vyjížděla na pátém místě tři vteřiny před Davidovou. Pak ale zpomalila a do cíle dojela dvanáctá.

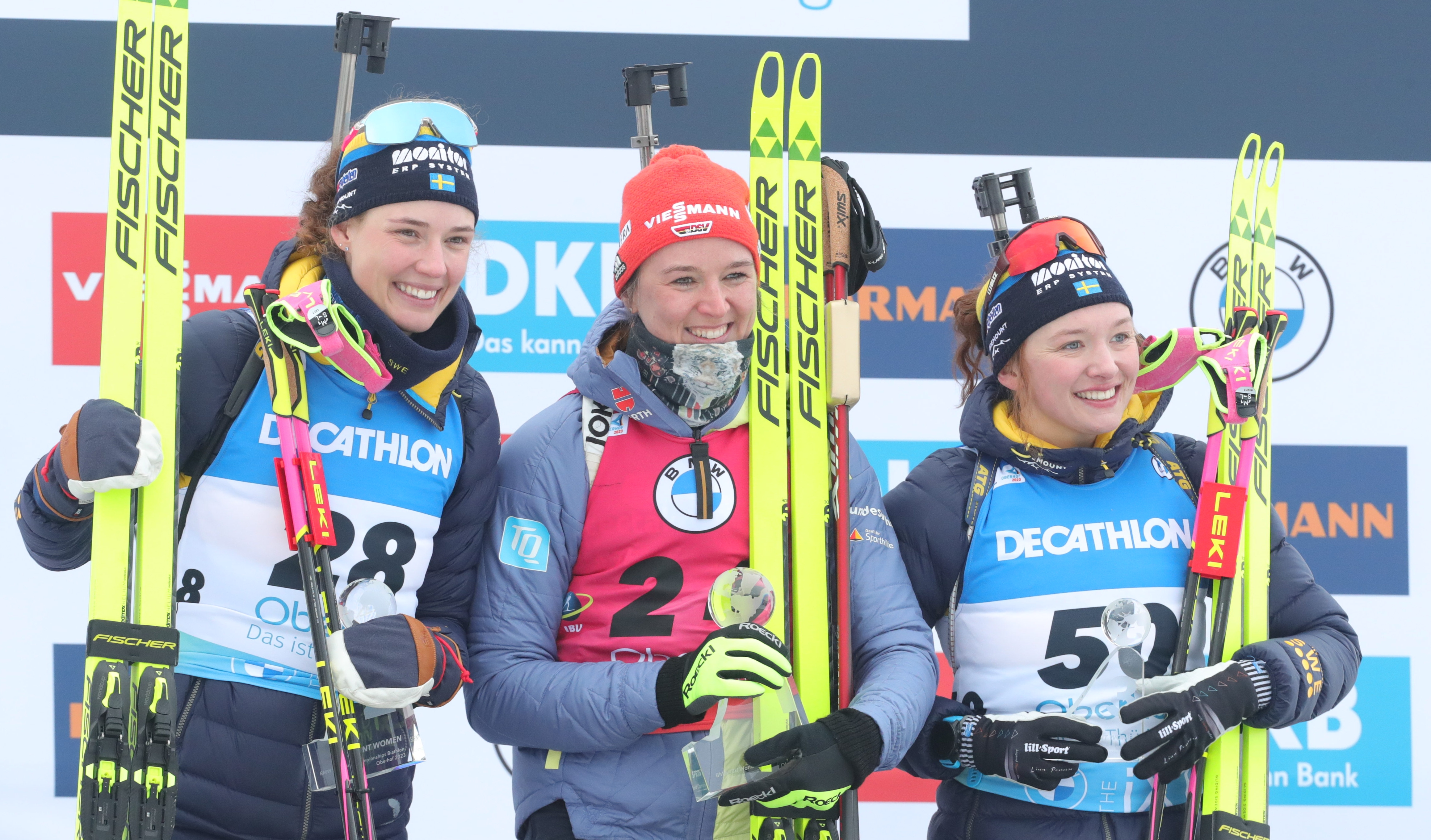
Stupně vítězek – Öbergová, Herrmannová-Wicková a Perssonová

Vítězstvím o 2,2 sekund se Herrmannová-Wicková stala nejtěsnější vítězkou sprintu na mistrovství světa, když menší rozdíl do té doby byl 2,3 sekund z roku 2007. Denise Herrmannová-Wicková tak získala svoji druhou zlatou medaili z mistrovství světa, když navázala na triumf z Mistrovství světa 2019, kde ovládla stíhací závod. Hanna Öbergová vybojovala svůj čtvrtý individuální cenný kov ze světových šampionátů, ale první ze sprintu. Linn Perssonová se na stupně vítězů dostala na takto velké akci mimo kolektivní závody vůbec poprvé.
Další česká reprezentantka Tereza Voborníková střílela vleže bezchybně, ale vstoje nezasáhla poslední terč. V běhu se dokázala zlepšovat a skončila na 18. místě. Do stíhacího závodu postoupila ještě z 59. pozice Lucie Charvátová  se čtyřmi chybami na střelnici. Eliška Václavíková a Tereza Vinklárková udělaly po dvou střeleckých chybách a dojely na 65. a 85. místě.

## Výsledky
| Pořadí | č. | závodnice                      | stát        | střelba (L+S)     | čas               | ztráta            |
| --- | -- | ------------------------------ | ----------- | ----------------- | ----------------- | ----------------- |
| Zlatá medaile | 24 | Denise Herrmannová-Wicková (r) | Německo     | 0 (0+0)           | 21:19,7           |                   |
| Stříbrná medaile | 28 | Hanna Öbergová                 | Švédsko     | 0 (0+0)           | 21:21,9           | +2,2              |
| Bronzová medaile | 50 | Linn Perssonová                | Švédsko     | 0 (0+0)           | 21:45,9           | +26,2             |
| 4. | 30 | Marte Olsbuová Røiselandová    | Norsko      | 1 (1+0)           | 21:51,0           | +31,3             |
| 5. | 17 | Lisa Vittozziová               | Itálie      | 1 (0+1)           | 22:05,5           | +45,8             |
| 6. | 3  | Markéta Davidová               | Česko       | 0 (0+0)           | 22:10,2           | +50,5             |
| 7. | 34 | Sophia Schneiderová            | Německo     | 1 (0+1)           | 22:17,3           | +57,6             |
| 8. | 52 | Polona Klemenčičová            | Slovinsko   | 0 (0+0)           | 22:17,8           | +58,1             |
| 9. | 33 | Anna Magnussonová              | Švédsko     | 0 (0+0)           | 22:18,5           | +58,8             |
| 10. | 11 | Julia Simonová (y)             | Francie     | 2 (0+2)           | 22:22,5           | +1:02,8           |
| 11. | 29 | Emma Lunderová                 | Kanada      | 1 (1+0)           | 22:23,4           | +1:03,7           |
| 12. | 89 | Juni Arnekleivová              | Norsko      | 0 (0+0)           | 22:24,2           | +1:04,5           |
| 13. | 20 | Lisa Theresa Hauserová         | Rakousko    | 0 (0+0)           | 22:28,4           | +1:08,7           |
| 14. | 31 | Ingrid Landmark Tandrevoldová  | Norsko      | 2 (0+2)           | 22:30,2           | +1:10,5           |
| 15. | 54 | Chloé Chevalierová             | Francie     | 1 (0+1)           | 22:31,5           | +1:11,8           |
| 16. | 8  | Elvira Öbergová (b)            | Švédsko     | 2 (1+1)           | 22:33,3           | +1:13,6           |
| 17. | 74 | Hanna Kebingerová              | Německo     | 1 (0+1)           | 22:35,6           | +1:15,9           |
| 18. | 18 | Tereza Voborníková             | Česko       | 1 (0+1)           | 22:37,2           | +1:17,5           |
| 19. | 13 | Dorothea Wiererová             | Itálie      | 2 (1+1)           | 22:44,8           | +1:25,1           |
| 20. | 58 | Aita Gasparinová               | Švýcarsko   | 0 (0+0)           | 22:46,2           | +1:26,5           |
| 21. | 32 | Lotte Lieová                   | Belgie      | 0 (0+0)           | 22:50,2           | +1:30,5           |
| 22 | 36 | Mona Brorssonová               | Švédsko     | 0 (0+0)           | 22:50,8           | +1:31,1           |
| 23. | 9  | Janina Hettichová-Walzová      | Německo     | 1 (0+1)           | 22:52,8           | +1:33,1           |
| 24. | 22 | Anaïs Chevalierová-Bouchetová  | Francie     | 2 (2+0)           | 22:52,9           | +1:33,2           |
| 25. | 5  | Paulína Bátovská Fialková      | Slovensko   | 2 (0+2)           | 22:54,1           | +1:34,4           |
| 26. | 15 | Lou Jeanmonnotová              | Francie     | 1 (1+0)           | 22:54,8           | +1:35,1           |
| 27. | 76 | Sophie Chauveauová             | Francie     | 2 (0+2)           | 22:55,0           | +1:35,3           |
| 28. | 6  | Lena Häckiová-Großová          | Švýcarsko   | 2 (1+1)           | 22:59,2           | +1:39,5           |
| 29. | 62 | Julija Džymová                 | Ukrajina    | 1 (0+1)           | 23:00,0           | +1:40,3           |
| 30. | 61 | Jekatěrina Avvakumovová        | Jižní Korea | 2 (2+0)           | 23:02,9           | +1:43,2           |
| 31. | 7  | Milena Todorovová              | Bulharsko   | 2 (0+2)           | 23:04,8           | +1:45,1           |
| 32. | 43 | Anastasia Tolmachevová         | Rumunsko    | 1 (0+1)           | 23:05,3           | +1:45,6           |
| 33. | 63 | Hannah Auchentallerová         | Itálie      | 1 (1+0)           | 23:05,9           | +1:46,2           |
| 34. | 41 | Rebecca Passlerová             | Itálie      | 1 (0+1)           | 23:08,2           | +1:48,5           |
| 35. | 48 | Suvi Minkkinenová              | Finsko      | 1 (1+0)           | 23:09,9           | +1:50,2           |
| 36. | 38 | Ragnhild Femsteineviková       | Norsko      | 2 (1+1)           | 23:11,8           | +1:52,1           |
| 37. | 12 | Karoline Offigstad Knottenová  | Norsko      | 2 (0+2)           | 23:12,0           | +1:52,3           |
| 38. | 57 | Maya Cloetensová               | Belgie      | 0 (0+0)           | 23:12,1           | +1:52,4           |
| 39. | 93 | Amy Basergová                  | Švýcarsko   | 0 (0+0)           | 23:20,1           | +2:00,4           |
| 40. | 21 | Tuuli Tomingasová              | Estonsko    | 1 (0+1)           | 23:21,4           | +2:01,7           |
| 41. | 26 | Vanessa Voigtová               | Německo     | 2 (0+2)           | 23:25,4           | +2:05,7           |
| 42. | 84 | Ida Lienová                    | Norsko      | 3 (2+1)           | 23:26,2           | +2:06,5           |
| 43. | 69 | Olena Bilosjuková              | Ukrajina    | 1 (0+1)           | 23:35,0           | +2:15,3           |
| 44, | 16 | Anastasija Merkušinová         | Ukrajina    | 2 (2+0)           | 23:37,1           | +2:17,4           |
| 45, | 23 | Dunja Zdoucová                 | Rakousko    | 2 (1+1)           | 23:38,4           | +2:18,7           |
| 46. | 14 | Samuela Comolová               | Itálie      | 2 (0+2)           | 23:41,0           | +2:22,1           |
| 47. | 42 | Ivona Fialková                 | Slovensko   | 3 (2+1)           | 23:41,8           | +2:22,1           |
| 48. | 56 | Nadia Moserová                 | Kanada      | 1 (0+1)           | 23:43,1           | +2:23,4           |
| 49. | 44 | Anna Gandlerová                | Rakousko    | 3 (1+2)           | 23:43,3           | +2:23,6           |
| 50. | 65 | Elisa Gasparinová              | Švýcarsko   | 2 (0+2)           | 23:44,3           | +2:24,6           |
| 51. | 46 | Joanna Jakiełaová              | Polsko      | 2 (0+2)           | 23:47,5           | +2:27,8           |
| 52. | 66 | Natalija Kočerginová           | Litva       | 1 (0+1)           | 23:51,6           | +2:31,9           |
| 53. | 55 | Gabrielė Leščinskaitėová       | Litva       | 0 (0+0)           | 23:55,2           | +2:35,5           |
| 54. | 88 | Anna Mąková                    | Polsko      | 1 (0+1)           | 23:55,9           | +2:36,3           |
| 55. | 10 | Deedra Irwinová                | USA         | 2 (1+1)           | 23:58,5           | +2:38,8           |
| 56. | 4  | Kamila Żuková                  | Polsko      | 3 (1+2)           | 24:03,7           | +2:44,0           |
| 56. | 25 | Ukaleq Astri Slettemarková     | Grónsko     | 1 (1+0)           | 24:03,7           | +2:44,0           |
| 58. | 2  | Anamarija Lampičová            | Slovinsko   | 4 (0+4)           | 24:06,2           | +2:46,5           |
| 59. | 47 | Lucie Charvátová               | Česko       | 4 (2+2)           | 24:14,5           | +2:54,8           |
| 60. | 51 | Susan Külmová                  | Estonsko    | 3 (2+1)           | 24:16,1           | +2:56,4           |
| 61. | 67 | Nastassia Kinnunenová          | Finsko      | 4 (2+2)           | 24:18,7           | +2:59,0           |
| 62. | 19 | Baiba Bendiková                | Lotyšsko    | 4 (2+2)           | 24:22,3           | +3:02,6           |
| 63. | 60 | Alina Stremousová              | Moldavsko   | 4 (0+4)           | 24:22,6           | +3:02,9           |
| 64. | 92 | Regina Ermitsová               | Estonsko    | 2 (2+0)           | 24:22,8           | +3:03,1           |
| 65. | 71 | Eliška Václavíková             | Česko       | 2 (1+1)           | 24:23,1           | +3:03,4           |
| 66. | 53 | Anika Kožicová                 | Chorvatsko  | 1 (1+0)           | 24:23,3           | +3:03,6           |
| 67. | 37 | Valentina Dimitrovová          | Bulharsko   | 2 (1+1)           | 24:23,6           | +3:03,9           |
| 68. | 27 | Fujuko Tačizakiová             | Japonsko    | 3 (0+3)           | 24:23,7           | +3:04,0           |
| 69. | 1  | Mari Ederová                   | Finsko      | 5 (2+3)           | 24:27,8           | +3:08,1           |
| 70. | 78 | Mária Remenová                 | Slovensko   | 2 (1+1)           | 24:30,1           | +3:10,4           |
| 71. | 49 | Sanita Buliņová                | Lotyšsko    | 3 (2+1)           | 24:32,3           | +3:12,6           |
| 72. | 81 | Anna Juppeová                  | Rakousko    | 4 (1+3)           | 24:34,7           | +3:15,0           |
| 73. | 79 | Chloe Levinsová                | USA         | 1 (0+1)           | 24:36,2           | +3:16,5           |
| 74. | 83 | Natalia Sidorowiczová          | Polsko      | 2 (0+2)           | 24:40,3           | +3:20,6           |
| 75. | 45 | Joanne Reidová                 | USA         | 3 (0+3)           | 24:41,5           | +3:21,8           |
| 76. | 39 | Anastassija Kondratjevová      | Kazachstán  | 0 (0+0)           | 24:53,5           | +3:33,8           |
| 77. | 82 | Alla Ghilenková                | Moldavsko   | 2 (0+2)           | 25:00,0           | +3:40,3           |
| 78. | 75 | Lora Hristovová                | Bulharsko   | 3 (0+3)           | 25:00,5           | +3:40,8           |
| 79. | 94 | Natalia Ushkinová              | Rumunsko    | 1 (0+1)           | 25:00,8           | +3:41,1           |
| 80. | 87 | Tamara Steinerová              | Rakousko    | 3 (0+3)           | 25:06,6           | +3:46,9           |
| 81. | 73 | Ljudmila Achatovová            | Kazachstán  | 2 (2+0)           | 25:15,0           | +3:55,3           |
| 82. | 85 | Elena Chirkovová               | Rumunsko    | 3 (2+1)           | 25:17,7           | +3:58,0           |
| 83. | 40 | Čchu Jüan-meng                 | Čína        | 1 (0+1)           | 25:18,6           | +3:58,9           |
| 84. | 91 | Darja Blašková                 | Ukrajina    | 0 (0+0)           | 25:20,4           | +4:00,7           |
| 85. | 86 | Tereza Vinklárková             | Česko       | 2 (1+1)           | 25:26,3           | +4:06,6           |
| 86. | 90 | Tara Geraghtyová-Moatsová      | USA         | 4 (0+4)           | 25:35,0           | +4:15,3           |
| 87. | 59 | Asuka Hachisuková              | Japonsko    | 2 (2+0)           | 25:35,1           | +4:15,4           |
| 88. | 80 | Živa Klemenčičová              | Slovinsko   | 4 (3+1)           | 25:46,9           | +4:27,2           |
| 89. | 72 | Wen Jing                       | Čína        | 3 (2+1)           | 25:50,3           | +4:30,6           |
| 90. | 77 | Ko Eun-jungová                 | Jižní Korea | 3 (1+2)           | 25:51,3           | +4:31,6           |
| 91. | 70 | Johanna Talihärmová            | Estonsko    | 6 (3+3)           | 26:07,3           | +4:47,6           |
| 92. | 68 | Aoi Satová                     | Japonsko    | 5 (3+2)           | 26:15,9           | +4:56,2           |
| 93. | 64 | Benita Pfeifferová             | Kanada      | 5 (2+3)           | 26:29,9           | +5:10,2           |
| 94. | 35 | Darcie Mortonová               | Austrálie   | 4 (2+2)           | 26:45,8           | +5:26,1           |
| 95 . | 95 | Júlia Machyniaková             | Slovensko   | 3 (1+2)           | 27:03,3           | +5:43,6           |
| 99. | 96 | Venla Lehtonenová              | Finsko      | nedokončila závod | nedokončila závod | nedokončila závod |
| Zdroj: (y) – vedoucí závodnice hodnocení světového poháru, (r) – vedoucí závodnice disciplíny, (b) – nejlepší závodnice do 25 let |    |                                |             |                   |                   |                   |

## Další fotografie

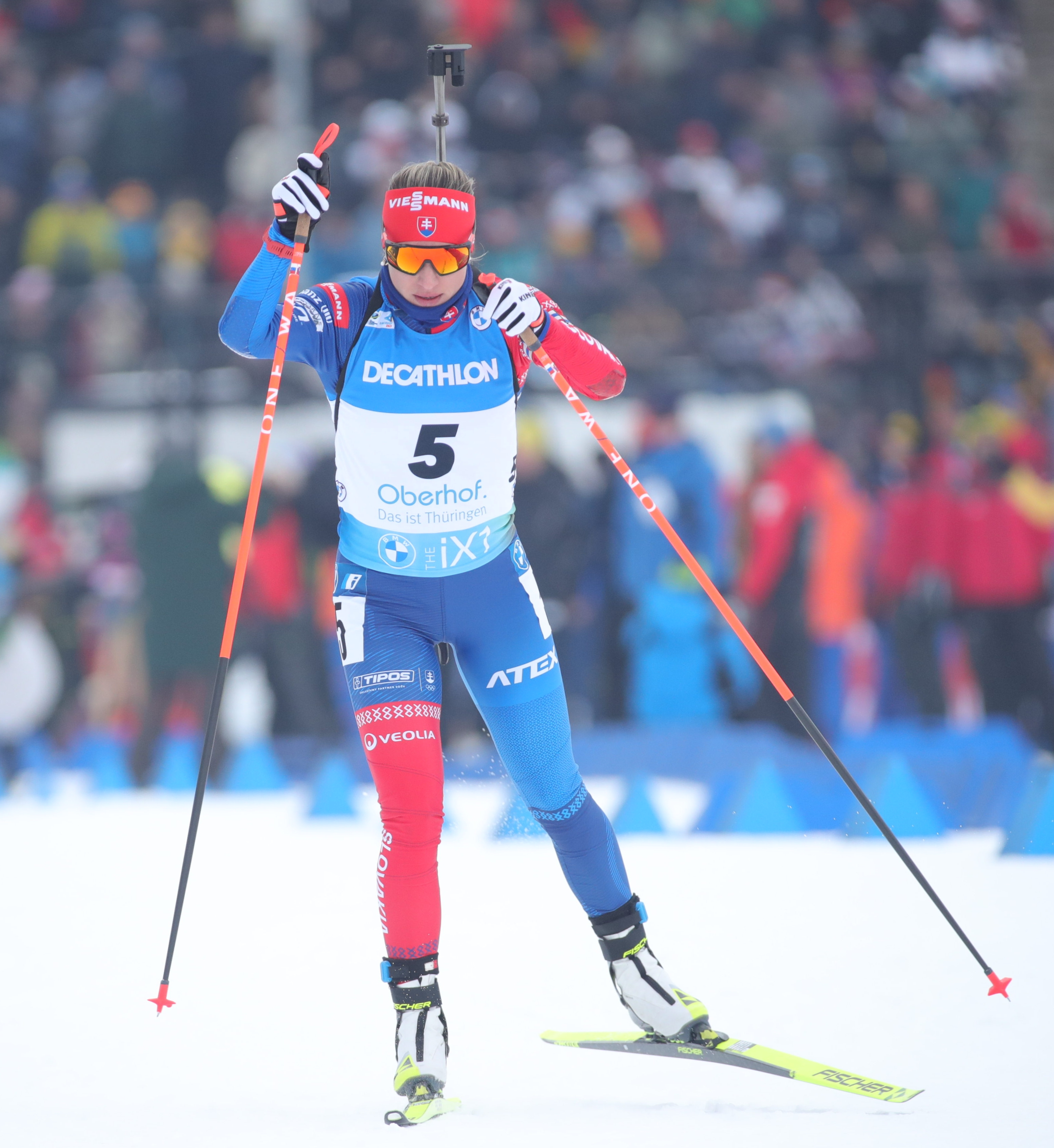
Paulína Fialková
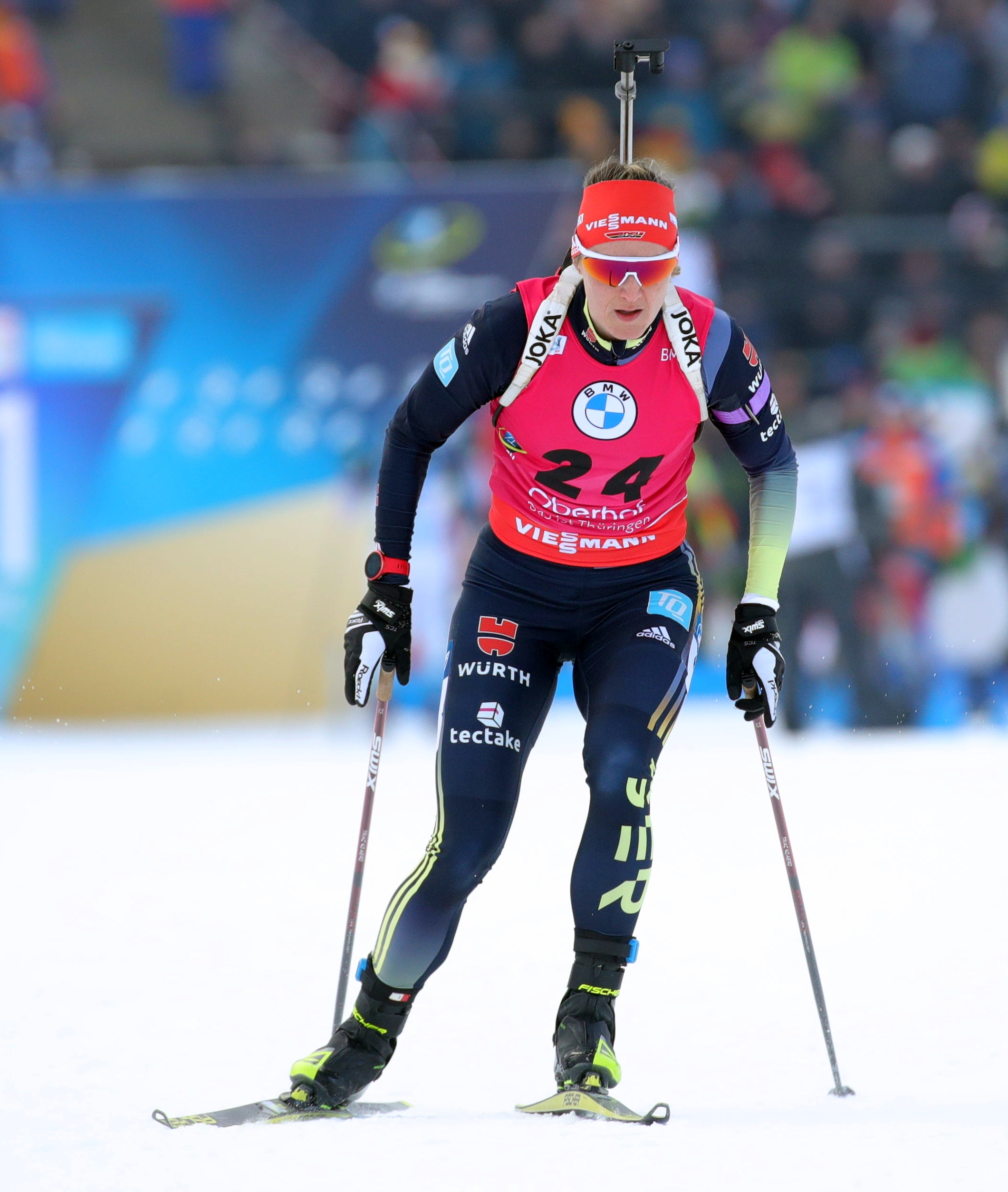
Denise Herrmannová-Wicková
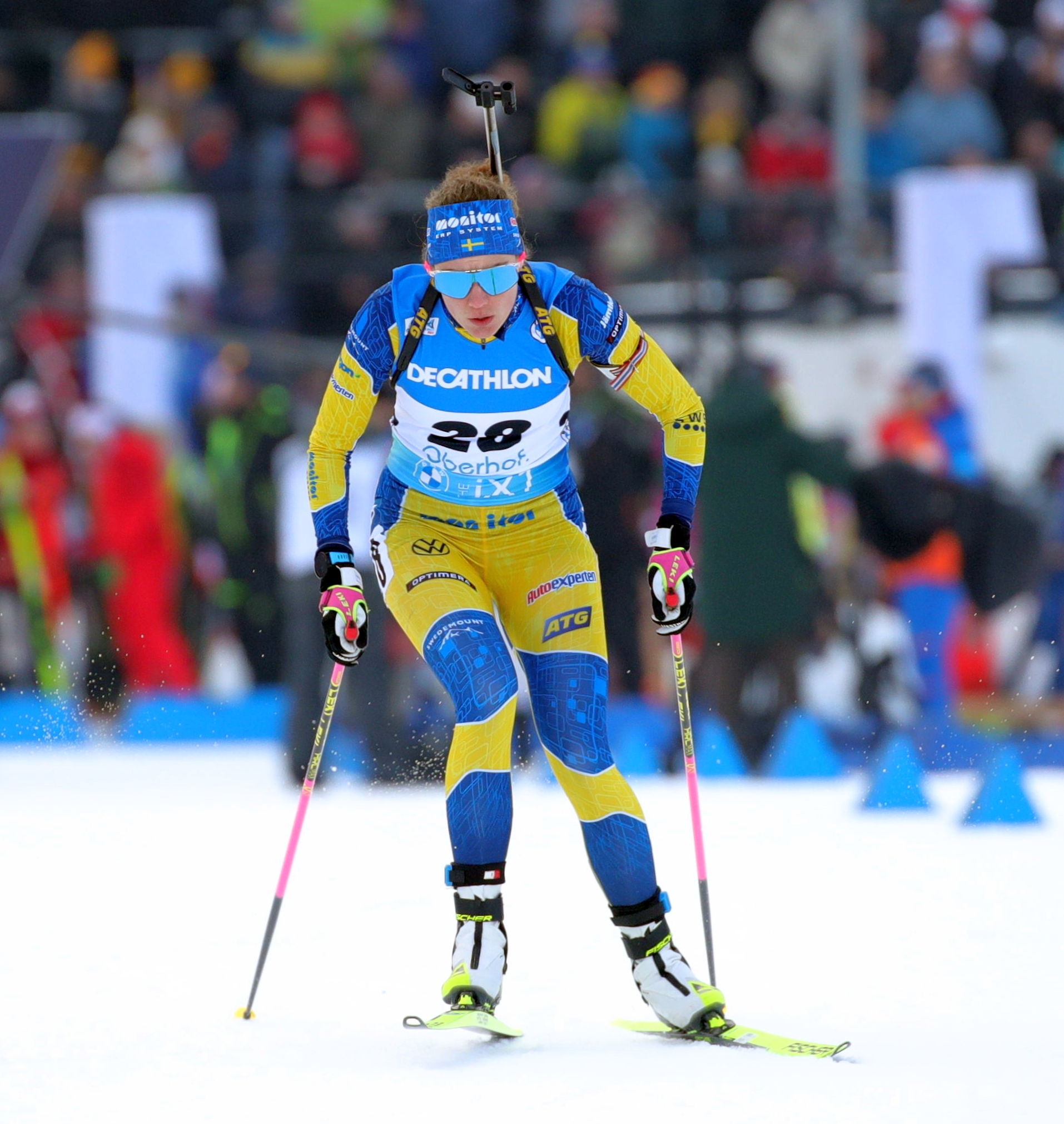
Hanna Öbergová
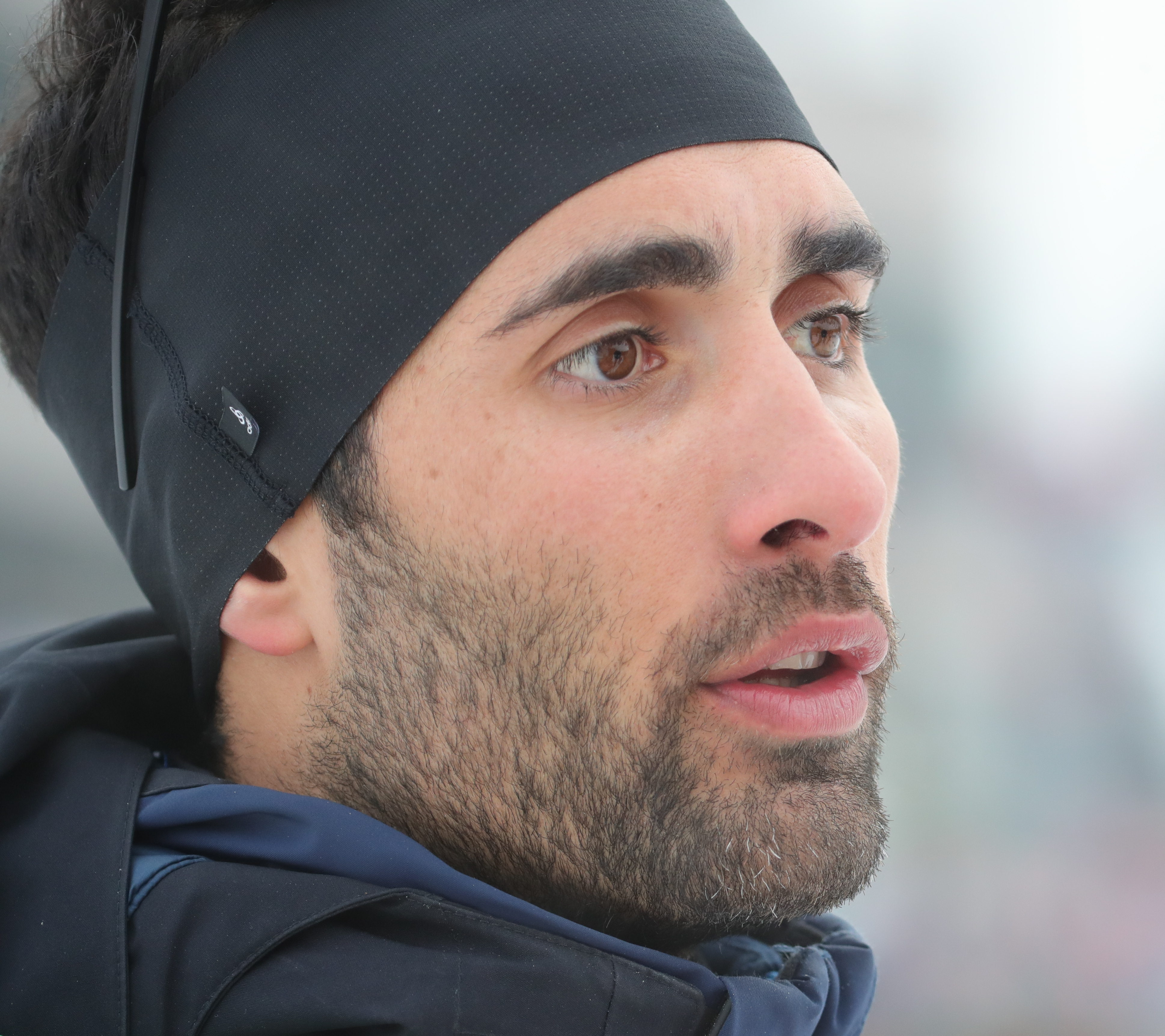
Martin Fourcade mezi diváky